# Атри, Реза
Реза Ахмадали Атри Нагарчи  (перс. ضا اطری نقارچی‎; род. 8 августа 1994, Тегеран) — иранский борец вольного стиля, победитель чемпионата Азии, обладатель Кубка мира в команде, призёр чемпионата мира, участник Олимпийских игр.

## Карьера
Борьбой начал заниматься с 2004 года. Выступает за борцовский клуб города Баболь, под руководством Махмуда Хасана Ния. В июне 2014 года в Улан-Баторе уступив в финале киргизу Улукбеку Жолдошбекову, завоевал серебряную медаль чемпионата Азии среди юниоров. В 2017 году дебютировал на взрослом уровне в национальной сборной. В мае 2017 года на чемпионате Азии в Нью-Дели завоевал бронзовую награду, а на чемпионате мира стал тринадцатым. Но уже через два года, в апреле 2019 в китайском Сиани, одолев в финале северокорейца Кан Гымсона стал чемпионом Азии. В сентябре этого же года в казахстанском Нур-Султане, уступив в схватке за бронзовую медаль индийцу Рави Кумару Дахии занял пятое место на чемпионате мира, что позволило ему завоевать лицензию на участие в летних Олимпийских играх 2020 года в Токио. В июле 2021 года сборной Ирана был включен в состав участников Олимпиады. На пути к полуфиналу победил Сулеймана Атли из Турции (3:2) и Эрдэнэбатына Бэхбаяра из Монголии (5:1), в полуфинале встречался с россиянином Зауром Угуевым, которому уступил со счетом 3:8, в схватке за бронзовую награду проиграл Томасу Гилман из США (1:9), в итоге занял 5 место.
В 2022 году завоевал серебряную медаль  на чемпионате мира в Белграде в весовой категории до 61 кг. В финале проиграл японскому борцу Рэю Хигути.

## Достижения
- Кубок мира по борьбе 2016 (команда) — ;
- Чемпионат Азии по борьбе 2017 — ;
- Азиатские игры 2018 — ;
- Чемпионат Азии по борьбе 2019 — ;
- Чемпионат мира по борьбе 2019 — 5
- Олимпийские игры 2020 — 5;